# Најтсвил (Индијана)
Најтсвил (енгл. Knightsville) град је у америчкој савезној држави Индијана.

## Демографија
По попису из 2010. године број становника је 872, што је 248 (39,7%) становника више него 2000. године.
| Група             | 2000.       | 2010.       |
| Белци             | 618 (99,0%) | 837 (96,0%) |
| Афроамериканци    | 2 (0,3%)    | 11 (1,3%)   |
| Азијати           | 1 (0,2%)    | 2 (0,2%)    |
| Хиспаноамериканци | 1 (0,2%)    | 6 (0,7%)    |
| Укупно            | 624         | 872         |